# Сігюрдюр Еггерс
Сігурдур Еггерс (ісл. Sigurður Eggerz; 1 березня 1875 — 16 листопада 1945) — ісландський державний діяч і політик, прем'єр-міністр Ісландії як автономії у 1914—1915 та як незалежної країни — у 1922—1924 роках. Член альтингу у 1911—1915, 1916—1926 та 1927—1931 роках; міністр фінансів від 1917 до 1920 року.